# Bataille de Scey-sur-Saône (1674)
Guerre de Hollande
Batailles
- Groenlo (06-1672)
- Solebay (06-1672)
- Coevorden (06-1672)
- Nimègue(07-1672)
- Groningue (07-1672)
- Saint-Lothain (02-1673)
- Schooneveld (1re) (06-1673)
- Maastricht (06-1673)
- Schooneveld (2de) (06-1673)
- Texel (08-1673)
- Bonn (11-1673)
- Arcey (01-1674)
- Pesmes (02-1674)
- Gray (02-1674)
- Scey-sur-Saône (03-1674)
- Chariez (03-1674)
- Vesoul (03-1674)
- Arbois (03-1674)
- Orgelet (03-1674)
- Besançon (04-1674)
- Dole (05-1674)
- Sinsheim (06-1674)
- Salins (06-1674)
- Belle-Île (06-1674)
- Lure (07-1674)
- Faucogney (07-1674)
- Sainte-Anne (07-1674)
- Fort-Royal (07-1674)
- Seneffe (08-1674)
- Entzheim (10-1674)
- Mulhouse (12-1674)
- Turckheim (01-1675)
- Stromboli (02-1675)
- Fehrbellin (06-1675)
- Salzbach
- Consarbrück
- Alicudi
- Agosta
- Palerme
- Maastricht
- Philippsburg
- Valenciennes
- Cambrai
- Saint-Omer
- Tobago
- La Peene (Cassel)
- Ypres
- Rheinfelden (07-1678)
- Saint-Denis

La bataille de Scey-sur-Saône est une bataille de la Seconde conquête de la Franche-Comté qui eut lieu à Scey-sur-Saône et ses environs, le 2 mars 1674. Elle est menée dans le cadre de la deuxième conquête française de la Franche-Comté en prélude au siège de Vesoul le surlendemain. Cette bataille oppose un détachement de l'armée française commandé par Jean-Jacques de Chantrans, à la garnison de Vesoul commandée par Claude de Mâcon d'Esboz .

## Contexte
L'événement se déroule en pleine guerre de Hollande (1672-1678). Louis XIV attaque toute la Franche-Comté, alors sous domination des Habsbourg d'Espagne.
Après que la ville de Gray eut été prise, le duc de Navailles divisa son armée en deux et en envoya une pour assiéger Vesoul. Cette armée était composée de régiments de cavalerie, dirigés par le duc de La Feuillade et le marquis de Listenois.À cette époque le commandant de la place de Vesoul est le capitaine Claude François de Mâcon d'Esboz. Apprenant l'arrivée prochaine des Français, ce dernier décide aller au devant des avant-gardes ennemies et de les contenir sur la Saône ou le Durgeon pour pallier le déséquilibre des forces qu'il sait être supérieur. Il sort le 1er mars de la place de Vesoul et est rejoint par une compagnie d'infanterie du tercio de Saint-Mauris commandé par Gérard de Rosières de Sorans. A Chemilly, ses éclaireurs lui apprennent que les Français sont entrés dans Scey-sur-Saône il y a quelques jours sans résistance de la cité. Un détachement d'environ 400 hommes, commandé par Jean-Jacques de Chantrans y est présent et isolé du reste de l'armée française. Le capitaine de Chantrans est un officier comtois révolté qui l'année précédente avec son chef, Listenois, avait rejoint la cause française.

## La bataille
Au soir du 1er mars, les Comtois gagnent les hauteurs au nord, qui dominent Scey-sur-Saône sans être vu des Français. De là, ils font acheminer du ravitaillement en vue de l'attaque du lendemain. 
Au petit matin les Comtois lancent l'assaut. Les Français sont totalement pris par surprise. Avec leur canon, ils parviennent à enfoncer les portes de la ville. Aussitôt les assaillants se ruent dans la cité et les combats se déroulent dans les rues et les maisons. Durant toute la journée du 2 mars les combattants s'affrontent dans un difficile combats de rues avec de lourdes pertes des deux côtés. À la tombée de la nuit, la position comtoise à l’intérieur de la ville est trop difficile à tenir : Mâcon d'Esboz opère un repli stratégique sur la butte d'où il avait lancé l'attaque. Voyant les Comtois battre en retraite, les Français pensent avoir l'occasion de détruire l'armée comtoise. Ils lancent alors une contre-attaque générale sur la position comtoise mais se voient également refoulés. Durant toute la soirée les français vont persister dans leurs attaques qui seront à chaque fois repoussées, les comtois ne seront pas délogés et restent maître du terrain. 
Pendant la nuit, Mâcon d'Esboz apprend que les combats de la journée se sont en fait étendus dans tous les hameaux voisins ; certains ont pu résister comme celui de La Tour ou réside sa tante, et d'autres non comme celui de Montchevrey où il possède des terres et sa maison.
Le lendemain matin à l'aube les Français attaquent les hameaux et habitations isolées autour du bourg et cette fois ci pillent détruisent tout sur leur passage. Les habitants de ces lieux, viennent supplier les soldats comtois de ne pas renouveler leur attaque par peur d'autres représailles. Mâcon d'Esboz qui connaît bien ces habitants accède à leur supplication et choisit de quitter le secteur pour continuer le combat sur pont de Chariez. Avec de faibles pertes, les comtois retraitent en bon ordre, invaincus.

## Conséquences
La bataille n'aura que peu de répercussion sur la suite de la guerre. Mais elle demeure une des très rares initiatives comtoises du conflit, les comtois étant dans une stratégie systématiquement défensive. Mâcon d'Esboz livre bel et bien un combat à Chariez le lendemain, obtenant une petite victoire tactique qui n’empêchera pas l'ennemi d'entreprendre le siège de Vesoul le surlendemain.